# Погец
Погец (нем. Pogeez) — община в Германии, в земле Шлезвиг-Гольштейн.
Входит в состав района Герцогство Лауэнбург. Подчиняется управлению Лауэнбургише Зеен. Население составляет 354 человека (на 31 декабря 2010 года). Занимает площадь 4,51 км².